# Tomàs Carreras i Artau
Tomàs Carreras i Artau (Girona, 1879 - Barcelona, 1954) foi um filósofo, político e etnólogo catalão.
Tomas Carreras foi professor de ética da Universidade de Barcelona entre 1912 e 1949. Criou o Arquivo de Etnografia e Folclore da Catalunha. Ele também era um membro da Academia de Belas Letras de Barcelona. Junto com James Hunter e Sierra e Ramon Turro e Darder fundou em 1923 a Sociedade Catalã de Filosofia, uma filial do Instituto de Estudos Catalães. 
Juntamente com seu irmão Joaquim Carreras i Artau ganhou o prêmio da Associação Espanhola para o Progresso da Ciência, publicados entre 1939 e 1943, a História da filosofia espanhola. Filosofia cristã do século XIII ao XV. 
No campo político, foi um militante da Liga regionalista e eleições parlamentares na Catalunha. Em 1932, foi eleito deputado da província de Girona. Após a Guerra Civil Espanhola, foi orador da cultura da Câmara Municipal de Barcelona.Também colaborou na criação da Orquestra Municipal de Barcelona, em 1944, e do Museu de Etnologia.